# Крейчик, Йиржи
Йи́ржи Кре́йчик (чеш. Jiří Krejčík; 26 июня 1918, Прага, Австро-Венгрия, ныне Чехия — 8 августа 2013, там же) — чешский режиссёр кино и телевидения, сценарист, актёр и продюсер.

## Биография
Начинал статистом на киностудии «Баррандов». Работал режиссёром документального, научно-популярного и учебного кино. В игровом кинематографе дебютировал в 1947 году («Неделя в тихом доме»). Снимал драмы, детективы, биографии. Большинство картин являются экранизациями чешской литературной классики, сценарии к которым писал либо сам, либо в соавторстве. Снимался в фильмах своих коллег.
Был женат на Власте Крейчиковой (чеш. Vlasta Krejčíková), писавшей с режиссёром сценарии. Их сын Йиржи Крейчик мл. (чеш. Jirí Krejcík Jr., род. 1955) — кинооператор.

## Избранная фильмография

### Режиссёр
- 1943 — Каждый на своём месте / Každý na své místo (к/м)
- 1943 — Наши шахтёры / Naši havíři (к/м)
- 1944 — В глубинах земли / V hlubinách země (к/м)
- 1944 — Слава Богу, мальчик! / Zdar Bůh, hoši! (к/м)
- 1946 — Металлисты / Kovači
- 1946 — С доверием к миру / Důvěrou k míru (к/м)
- 1947 — Пограничное село / Ves v pohraničí
- 1947 — Неделя в тихом доме / Týden v tichém domě
- 1952 — Над нами рассвет / Nad námí svítá
- 1954 — Фрона / Frona
- 1955 — Совесть / Svědomí
- 1958 — О вещах сверхъестественных / O věcech nadpřirozených (эпизод «Слава», по рассказу Карела Чапека)
- 1958 — Мораль пани Дульской / Morálka paní Dulské (по пьесе Габриели Запольской)
- 1959 — Пробуждение / Probuzení
- 1960 — Высший принцип / Vyšší princip (по Яну Дрде)
- 1961 — Лабиринт сердца / Labyrint srdce (по Франтишеку Павличеку[чеш.])
- 1961 — Мгновения героя / Hrdinové okamžiku (сериал)
- 1962 — Полуночная месса / Polnočná omša (по Петеру Карвашу)
- 1964 — Любители ковров и мошенники / Čintamani a podvodník (по Карелу Чапеку)
- 1965 — Пансион для холостяков / Pension pro svobodné pány (ТВ)
- 1965 — Рассказы из времен первой республики /  (по рассказам Карела Чапека)
- 1966 — Свадьба что надо! / Svatba jako řemen
- 1967 — Пансион для холостяков / Pension pro svobodné pány
- 1968 — След ведёт к А-54 /
- 1970 — Собачки лорда Карлтона / Psíčci lorda Carletona (ТВ, по Петеру Карвашу)
- 1971 — Любви обманчивые игры / Hry lásky šálivé
- 1973 — Подозрение / Podezření
- 1976 — Чужой человек / Cizí člověk (ТВ, к/м)
- 1979 — Божественная Эмма[1] / Božská Ema
- 1979 — Сочельник холостяка / Silvestr svobodného pána (ТВ, к/м)
- 1981 — Малостранская история / Povídka malostranská (ТВ)
- 1982 — Бабка сдурела / Babička se zbláznila (ТВ)
- 1984 — Продавец юмора / Prodavač humoru
- 1985 — Любовники госпожи Сузанны / Milenci pani Suzanne (ТВ)
- 1988 — Непорядочная / Nepočestná (ТВ)
- 1991 — Съёмная квартира на Елисейских полях / Podnájem na Champs Ellysées (ТВ)
- 1991 — Человек, который не имел доверия / Muž, který neměl důvěru (ТВ)
- 2000 — Выпускной экзамен в ноябре / Maturita v listopadu
- 2001 — Святая ночь / Svatá noc (ТВ)
- 2002 — Наследство барышни Инносанс / Dědictví slečny Innocencie (ТВ)
- 2005 — Фрёкен Юлия / Slečna Julie (ТВ, по пьесе Августа Стриндберга)
- 2008 — Деньги / Peníze (ТВ)

### Сценарист
- 1947 — Неделя в тихом доме / Týden v tichém domě
- 1952 — Над нами рассвет / Nad námí svítá
- 1954 — Фрона / Frona
- 1955 — Кадриль / Stvorylka (по собственному рассказу)
- 1958 — О вещах сверхъестественных / O věcech nadpřirozených
- 1959 — Пробуждение / Probuzení
- 1960 — Высший принцип / Vyšší princip
- 1961 — Лабиринт сердца / Labyrint srdce
- 1962 — Полуночная месса / Polnočná omša
- 1964 — Любители ковров и мошенники / Čintamani a podvodník
- 1965 — Пансион для холостяков / Pension pro svobodné pány (ТВ)
- 1966 — Свадьба что надо! / Svatba jako řemen
- 1967 — Пансион для холостяков / Pensión pro svobodné pány
- 1970 — Собачки лорда Карлтона / Psíčci lorda Carletona (ТВ)
- 1971 — Любви обманчивые игры / Hry lásky šálivé
- 1973 — Подозрение / Podezření
- 1979 — Божественная Эмма / Božská Ema
- 1979 — Сочельник холостяка / Silvestr svobodného pána (ТВ, к/м)
- 1981 — Малостранская история / Povídka malostranská (ТВ)
- 1984 — Продавец юмора / Prodavač humoru
- 1988 — Непорядочная / Nepočestná (ТВ)
- 1991 — Съёмная квартира на Елисейских полях / Podnájem na Champs Ellysées (ТВ)
- 1991 — Человек, который не имел доверия / Muž, který neměl důvěru (ТВ)
- 2000 — Выпускной экзамен в ноябре / Maturita v listopadu
- 2001 — Святая ночь / Svatá noc (ТВ)
- 2002 — Наследство барышни Инносанс / Dědictví slečny Innocencie (ТВ)

### Актёр
- 1983 — Праздник подснежников / Slavnosti sněženek — господин Карел
- 1999 — Норки / Pelíšky — профессор
- 2003 —  / Národ sobe aneb Ceské more v osmnácti prílivech — рассказчик
- 2010 — 2011 — Кондитерская / Cukrárna — приглашённый гость (сериал)

### Продюсер
- 1981 — Зрелое вино / Zralé víno

## Признание
- 1948 — Государственная премия ЧССР («Пограничная деревня»)
- 1953 — Государственная премия ЧССР («Над нами рассвет»)
- 1955 — Государственная премия ЧССР («Фрона»)
- 1960 — премия Международной федерации кинопечати на XII Международном кинофестивале в Локарно («Высший принцип»)
- 1968 — Заслуженный артист ЧССР
- 1999 — «Чешский лев»
- 2001 — Медаль «За заслуги» (Чехия) II степени